# Обещание (фильм, 1996)
«Обещание» (фр. La promesse) — кинофильм режиссёров братьев Дарденн, вышедший на экраны в 1996 году.

## Сюжет
15-летний Игорь хочет стать автомехаником и работает подмастерьем в гараже, а в свободное время гоняет на собранном собственноручно карте. Однако большую часть времени он вынужден помогать отцу Роже, который зарабатывает переправкой нелегальных иммигрантов в страну. Роже размещает прибывших и обеспечивает им минимальные удобства, а часть оплаты принимает трудом: нелегалы ремонтируют дом, в котором они с сыном мечтают поселиться. Однажды во время такого ремонта случается несчастный случай: чернокожий Амиду, чья жена Ассита недавно присоединилась к нему, падает с лесов и получает серьёзные травмы. Перед смертью он просит Игоря, который был единственным свидетелем происшествия, позаботиться о жене, и тот даёт обещание. Роже, не желая иметь проблемы с законом, решает сохранить всё в тайне, закапывает тело Амиду неподалёку и намеревается сказать Ассита, что её муж сбежал из-за карточных долгов. Игорь оказывается перед дилеммой: подчиниться отцу или рассказать всё супруге погибшего и выполнить своё обещание...

## В ролях
- Жереми Ренье — Игорь
- Оливье Гурме — Роже
- Ассита Уэдраого — Ассита
- Расмане Уэдраого — Амиду
- Фредерик Бодсон — хозяин гаража
- Хашеми Хаддад — Набиль
- София Лебутт

## Награды и номинации
- 1996 — приз «Золотой колос» и приз ФИПРЕССИ на Вальядолидском кинофестивале (Жан-Пьер и Люк Дарденн).
- 1996 — приз за лучший фильм (Жан-Пьер и Люк Дарденн) и лучшую мужскую роль (Оливье Гурме) на фестивале франкоязычного кино в Намюре.
- 1997 — номинация на премию «Сезар» за лучший зарубежный фильм (Жан-Пьер и Люк Дарденн).
- 1997 — приз за лучший бельгийский фильм на Брюссельском кинофестивале (Жан-Пьер и Люк Дарденн).
- 1997 — три премии имени Жозефа Плато: лучший бельгийский фильм, лучший бельгийский режиссёр (Жан-Пьер и Люк Дарденн), лучшая бельгийская актриса (София Лебутт), премия за сборы.
- 1997 — попадание в список лучших зарубежных фильмов года по версии Национального совета кинокритиков США.
- 1998 — премия Национального общества кинокритиков США за лучший фильм на иностранном языке.
- 1998 — приз «Хрустальный симург» за лучший международный фильм на кинофестивале «Фаджр» (Жан-Пьер и Люк Дарденн).
- 1998 — номинация на премию «Золотой жук» за лучший зарубежный фильм.
- 1998 — номинация на премию «Спутник» за лучший фильм на иностранном языке (Жан-Пьер и Люк Дарденн).